# Love Story (chanson de Taylor Swift)
Singles de Taylor Swift
Should've Said No
(2008) White Horse
(2008)
Love Story est une chanson écrite et enregistrée par l’auteure-compositrice-interprète américaine Taylor Swift. Elle est sortie le 15 septembre 2008 comme le single principal du second album studio de Swift, Fearless (2008). Inspiré par une romance impopulaire auprès de la famille et les amis de Swift, Love Story est basé sur l’intrigue de la tragédie du XVIe siècle de William Shakespeare, Roméo et Juliette. Dans le récit de la chanson, les deux personnages, Roméo et Juliette, finissent avec une demande en mariage, contrairement à la conclusion tragique de Shakespeare. Les paroles font aussi référence à La Lettre écarlate de Nathaniel Hawthorne (1850). Produite par Swift et Nathan Chapman, la chanson de country pop est une mélodie de banjo, violon, mandoline et guitare qui monte lentement en puissance.
Au moment de sa sortie, les critiques musicales font l'éloge de la production mais considèrent les références littéraires comme ineffectives. Rétrospectivement, les critiques la considère comme l'un de ses meilleurs singles. Love Story atteint le haut des classements en Australie, où la chanson est certifié dix fois disque de platine par l'Australian Recording Industry Association (ARIA), et entre dans le Top 5 des classements au Canada, en Irlande, au Japon, en Nouvelle-Zélande, en Écosse et au Royaume-Uni. Aux États-Unis, le single atteint la 4e place du Billboard Hot 100 et est la première chanson country à atteindre la première place du Top 40 Mainstream. La Recording Industry Association of America (RIAA) le certifie huit fois disque de platine. Love Story s'est vendu à plus de six millions de copies aux États-Unis et dix-huit millions dans le monde entier.
Trey Fanjoy réalise le clip accompagnant la chanson, qui met en scène Taylor Swift et Justin Gaston en tant que couple à diverses époques. Faisant référence à des périodes historiques comme la Renaissance ou la Régence anglaise, il remporte le prix du Clip de l'année au Country Music Association Awards et au CMT Music Awards en 2009. La chanson devient une pierre angulaire des concerts de la chanteuse et fait partie de la setlist de toutes ses tournées depuis le Fearless Tour (2009-2010) jusqu'au Eras Tour (2023-2024). À la suite de la controverse concernant la vente des masters de ses premiers albums, elle décide de réenregistrer la chanson sous le titre Love Story (Taylor's Version) et la sort en février 2021. Le réenregistrement atteint la première place du Hot Country Songs et fait de Taylor Swift la deuxième artiste après Dolly Parton a atteindre la première place du classement avec la version originale et la version réenregistrée de la même chanson.

## Contexte et écriture
L'auteure-compositrice-interprète Taylor Swift s'installe à Nashville (Tennessee) en 2004 pour poursuivre une carrière de chanteuse country et en 2006, elle sort son premier album homonyme à 16 ans. L'album passe plus de temps dans le classement Billboard Global 200 que n'importe quel autre album sorti dans les années 2000.
Tout en faisant la promotion de son premier album en 2007 et 2008, Taylor Swift écrit les premières chansons de son deuxième album studio Fearless. Love Story est l'une des dernières écrites pour l'album. Répondant à des questions de fans en 2009, elle raconte que la chanson est inspirée par un garçon avec qui elle n'est jamais et est la pièce la plus romantique qu'elle ait jamais écrite. Elle ajoute que lorsqu'elle l'a présenté à ses parents et ses amies, tout le monde l'a détesté. Cette situation lui a fait penser à la pièce du XVIe siècle de William Shakespeare, Roméo et Juliette où « les seules personnes qui veulent les voir ensemble sont eux-mêmes ».
Bien qu'inspiré par Roméo et Juliette, Taylor Swift pense que la pièce aurait pu être la « la plus belle histoire d'amour jamais racontée » sans la fin tragique imaginée par Shakespeare. Elle fait donc en sorte que l'histoire de Love Story se termine par une demande en mariage, qui est la fin heureuse que les personnages méritent,. Swift écrit Love Story allongée sur le sol de sa chambre en 20 minutes, se sentant trop inspirée pour laisser la chanson non-finie. Selon elle, la chanson représente sa vision optimiste de l'amour, inspirée par sa fascination depuis l'enfance pour les contes de fées. En 2019, après la sortie de son album Lover, sur son premier « grand amour », elle raconte que la chanson est à propos « de choses que j'avais vu dans un film [et] des trucs que j'ai lu mixé avec un crush que j'avais alors dans ma vie ».

## Production et sortie
Swift enregistre une demo de Love Story dans les 15 minutes qui suivent la fin de l'écriture de la chanson. Elle enregistre la version de l'album en mars 2008 avec le producteur Nathan Chapman aux Blackbird Studios de Nashville. Pour sa voix, Chapman essaye plusieurs micros différents jusqu'à ce qu'il trouve le Avantone CV-12 multi-motifs construit par l'artiste de country Ray Kennedy qui a travaillé sur l'album éponyme de la chanteuse. Après avoir apprécié le son du Avantone pendant les tests, elle l'utilise pour enregistre Love Story et d'autres chansons. Elle la chante en live avec son groupe, qui jouent de la guitare acoustique, de la basse et de la batterie. Chapman joue les autres instruments dont neufs guitares acoustiques qu'il réenregistre sur la chanson ; il enregistre également les chœurs.
L'ingénieur du son Chad Carlson enregistre la chanson avec Pro Tools et Justin Niebank la mixe avec les consoles Solid State Logic 9080 K et Genelec 1032. Drew Bollman et Richard Edgeler l'assistent dans le mixage. Love Story, tout comme les autres chanson de Fearless, est mastérisée par Hank Williams aux MasterMix Studios à Nashville. La chanson utilise des instruments de country comme le banjo ou encore le violon. Big Machine Records envoie la chanson aux radios country américaines le 15 septembre 2008 en tant que premier single de Fearless. Chapman mixe une autre version de Love Story pour les radios pop ; il édite le mixage de Nielbank en utilisant Apple Logic et mute les instruments acoustiques comme le banjo ou le violon. La version pop a un tempo généré par l'Ultrabeat d'AppleLogic et les guitares électriques sont créées par Amplitude Stomp I/O. Keith Harris de Rolling Stone décrit les guitares électriques comme « convenablement gargantuesques » et plus fortes que dans la version country. Big Machine en partenariat avec Republic Records sort Love Story sur les radios pop américaines le 14 octobre 2008.

## Musique et paroles
Love Story est une chanson country avec un tempo moyen conduite par des instruments acoustiques dont le banjo, la mandoline, le fiddle et la guitare. Jon Bream de Star Tribune décrit la chanson comme de la « pure pop avec une ambiance minimaliste » qui marche pour la radio country et pop. Selon le New York Times, malgré le banjo et le violon, la chanson peut « facilement être du rock emo ». Le mixage et le mastering est, selon Kristen Hé de Billboard, fort et « dynamiquement plat... [et est] créé pour faire vibrer les enceintes des radios ».
Les paroles de Love Story raconte une romance troublée entre deux personnages, inspirés des personnages principaux de la pièce de Shakespeare, Roméo et Juliette. Selon la psychologue Katie Barclay, la chanson explore le sentiment d'amour dans le contexte de la joie et de la douleur. Love Story, excepté pour le dernier refrain, est narré du point de vue de Juliette,. Dans les couplets, Juliette raconte son histoire avec Roméo que son père désapprouve. Le premier couplet introduit Juliette dans une scène « We were both young when I first saw you / I close my eyes and the flashback starts, I'm standing there / On a balcony in summer air (« Nous étions tous les deux jeunes quand je t'ai vu pour la première fois / Je ferme les yeux et les souvenirs commence, je me tiens ici / Sur un balcon dans l'air d'été ») », qui fait référence à la scène du balcon dans l'Acte II, scène II de la pièce de Shakespeare. Dans le refrain, qui change au fur et à mesure que la chanson avance pour accompagner la narration, Juliette supplie son amoureux d'apparaître « Romeo, take me somewhere we can be alone / I'll be waiting / All there's left to do is run (« Roméo, emmène-moi quelque part où nous pourrons être seuls / J'attendrai / Tout ce qui reste est de courir ») »,.
Dans le second couplet, Juliette rencontre Roméo dans un jardin et apprend qu'il va devoir quitter la ville à cause de la désapprobation de son père. Leur relation rencontre des difficultés, « Cause you were Romeo, I was a scarlet letter (« Car tu étais Roméo, j'étais une lettre écarlate ») », faisant référence à La Lettre écarlate de Nathaniel Hawthorne. Selon Iris H. Tuan, l'imaginaire de la « lettre écarlate » de Hawthorne représente l'adultère et les péchés du personnage principal Hester Prynne, alors que Swift l'utilise pour symboliser l'amour interdit entre Roméo et Juliette. Juliette supplie « This love is difficult, but it's real (« Cet amour est difficile, mais il est réel ») », que la chanteuse considère comme ses paroles préférées de la chanson.
Après le pont, avec des batteries plus rythmées et l'harmonisation de la mélodie et de la voix, le refrain final incorpore un changement de tonalité d'une seconde majeure. Le refrain final est narré par Roméo et raconte sa demande en mariage après avoir obtenu l'accord de son père « I talked to your dad, go pick out a white dress (« J'ai parlé à ton père, va chercher une robe blanche ») ». Alors que les personnages de Shakespeare se marient en secret sans l'accord de leurs parents et finissent par se suicider, les personnages de Love Story ont une fin heureuse. Selon Tuan, en projetant ses sentiments et son imagination dans une narration inspirée de Roméo et Juliette, Taylor Swift créé une chanson qui résonne auprès des adolescentes et des jeunes femmes. Deborah Evans Price de Billboard est d'accord avec cette affirmation mais ajoute « il n'y a pas besoin d'être une adolescente amoureuse » pour apprécier l'engagement émotionnel de la chanson.

## Réception critique
Blender liste Love Story à la 73e place des meilleures chansons de 2008 et le sondage Pazz & Jop de The Village Voice la place à la 48e. Dans les critiques de Fearless, la production de la chanson est souvent complimentée : Sean Daly du Tampa Bay Times, Rob Sheffield de Blender et Stephen Thomas Erlewine de AllMusic la sélectionne comme l'un des temps forts de l'album. Deborah Price de Billboard fait l'éloge de la production « tourbillonnante et rêveuse » et déclare que le succès de Taylor Swift sur le marché de la musique country « ne pouvait que prendre de l'ampleur ». D'autres comme James Reed du Boston Globe et Elysa Gardner de USA Today voient Love Story comme un exemple de l'habilité dans l'écriture de Swift malgré son jeune âge ; cette dernière apprécie la chanson pour montrer de façon honnête les sentiments adolescents « plutôt que [d'être] le porte-parole de la notion collective de désir adolescente d'un groupe de professionnels plus âgés ».
D'autres critiques sont plus réservés dans leur avis. Dans une critique à 4 étoiles sur 5, Fraser McAlpine de la BBC considère les références shakespeariennes comme pas aussi sophistiquées que prévu et les paroles comme génériques, mais vante la production et écrit : « Il est bien de voir une grande chanson pop utilisée comme méthode directe de narration ». Le musicologue James E. Perone commente : « les accroches mélodiques sont suffisamment fortes pour surmonter la prévisibilité des paroles ». Jon Bream du Star Tribune classe la chanson comme inférieure au premier single de country de Swift, Tim McGraw (2006), mais décrit la production comme entraînante. Dans une critique pour Slant, Jonathan Keefe est impressionnée par l'écriture mélodique de la chanteuse mais trouve que les références à Roméo et Juliette « loupe le coche » et celle à la Lettre écarlate « inexpliquable ». Keefe juge que les paroles manquent de créativité et désapprouve le « phrasé coupé » du refrain.
Dans une critique rétrospective, le professeur d'anglais Robert N. Watson juge Love Story comme la preuve du statut de Taylor Swift en tant que « l'auteure-compositrice sur les amours ratés la plus populaire du XXIe siècle », surtout grâce à la narration shakespearienne. Les critiques la classent souvent haut dans la liste des meilleures chansons de Swift : Hannah Mylrea de NME la classe 5e sur 160 chansons en 2020, Jane Song de Paste la classe 13e sur 158 la même année et Nate Jones de Vulture la classe 9e sur 179 en 2021. Dans un autre classement d'une sélection de 100 chansons de la chanteuse, Roisin O'Connor de The Independent la place à la 15e place pour sa « capacité à comprendre le pouvoir d'un amour interdit ». Alexis Petridis du Guardian, qui fait un classement de ses 44 singles en 2019, la place seconde derrière Blank Space : « [Si] les références à Shakespeare et Hawthorne semblent maladroites, elles le sont d'une manière vraisemblablement adolescente ». La chanson fait partie des 100 meilleures chansons country (2016) de Taste of Country, des 35 meilleures chansons country de tous les temps de Time Out en 2022 et des 50 meilleures chansons d'amour country de tous les temps de Billboard en 2022.

## Performance commerciale
Aux États-Unis, Love Story entre à la 16e place du Billboard Hot 100 et à la 25e place du Hot Country Songs le 27 septembre 2008,. La semaine suivante, elle atteint la 5e place du Hot 100. Sa meilleure position est la 4e place le 17 janvier 2009 et reste 49 semaines dans le classement et passe deux semaines à la tête du Hot Country Songs.
En février 2009, avec 3 millions de téléchargements, il est le single de country le mieux vendu de l'histoire. En 2015, il est certifié octuple disque de platine par la Recording Industry Association of America.

## Clip musical

### Développement et tournage
Trey Fanjoy, qui a travaillé avec Taylor Swift sur de précédents clips réalise Love Story. Elle s'inspire d'ères historiques telles que le Moyen Âge, la Renaissance et la Régence pour faire une vidéo d'époque avec une narration intemporelle qui peut avoir lieu « dans les années 1700, 1800 ou 2008 ». Elle passe six mois à chercher l'acteur principal et après plusieurs recommandations, elle choisit Justin Gaston, un mannequin qui a participé à Nashville Star,. Après son élimination de l'émission, elle le contacte pour lui demander d'apparaître dans le clip. Elle considère Gaston comme le choix parfait pour ce rôle : « j'ai été impressionnée par ses [expressions] dans la vidéo. Même sans rien dire, il a un certain regard et ça passe vraiment bien ».
Le clip vidéo est filmé en deux jours en août 2008 dans le Tennessee. L'équipe pense d'abord à partir en Europe pour trouver un château mais finit finalement au château Gwynn à Arrington (comté de Williamson) ; il a été construit en 1973 et sert lors du Renaissance Festival du Tennessee. La garde-robe — excepté pour la robe de Taylor Swift dans la scène du balcon, qui est créée par Sandi Spika sous l'inspiration et les suggestions de la chanteuse — est créée par Jacquard Fabrics. Le premier jour, les scènes du balcon et du champ sont filmées. Le deuxième jour inclut la tournage d'un scène de bal avec 20 danseurs de l'université Cumberland (Lebanon) ; Swift apprend la chorégraphie en 15 min. Elle invite également des fans étudiants dans d'autres universités à venir filmer avec elle. Love Story sort le 12 septembre 2008 sur CMT. La vidéo du tournage est diffusée sur Great American Country le 12 novembre 2008.

### Synopsis et commentaire
Le clip démarre avec Taylor Swift portant un pull noir et une paire de jeans ; elle marche à travers le campus et voit Gaston lire sous un arbre. Alors que leurs yeux se rencontrent, la vidéo transitionne vers un balcon, où elle porte un corset et une robe. La vidéo part alors vers une salle de bal où Gaston et Swift dansent ensemble, après quoi Gaston lui murmure à l'oreille. Elle est ensuite montrée traversant un jardin avec une lanterne en pleine nuit. Elle rencontre Gaston et ils ont un rendez-vous avant de se quitter. Plus tard, Swift est de retour sur le balcon regardant à travers la fenêtre. Elle voit Gaston courir à travers les champs vers elle et elle court dans les escaliers pour le voir. La vidéo repart ensuite vers le campus d'origine, où Gaston la croise alors que leurs yeux se croisent, et la vidéo prend fin.
Spin note que le clip a un « budget HBO » avec des « décors élaborés, pseudo-médiévaux » ; selon le magazine, plutôt que de faire allusion à Shakespeare, la vidéo fait référence à Raiponce, surtout la partie où le personnage de Swift attend son amour en haut d'une tour. Selon Glamour, la mode de la vidéo renforce le thème des paroles, « [Elle] porte une robe médiévale tout en jouant la Juliette d'un Roméo ». Dans une interview en 2010 avec Billboard, elle note concernant l'inspiration de mariage de conte de fées du clip : « je ne suis pas ce genre de fille qui rêve du jour de son mariage, ça ressemble surtout à la version idéale de 'Et ils vécurent heureux' ».

## Prix et nominations
Love Story remporte le prix de la Chanson de l'année aux Country Awards 2009 et aux Pop Awards en 2010, tous les deux créés par Broadcast Music pour honorer les chansons ayant le mieux performé à la radio et télévision américaine. C'est sa deuxième victoire consécutive aux Country Awards après Teardrops on My Guitar en 2008. À 20 ans, elle est la plus jeune compositrice-interprète à être récompensée de la Chanson de l'année aux Pop Awards.
Elle reçoit des nominations aux People's Choice Awards (Chanson country préférée qui est remise à Carrie Underwood pour Last Name), Nickelodeon Australian Kids' Choice Awards (Chanson préférée qui est remise aux Black Eyed Peas pour Boom Boom Pow) et aux Teen Choice Awards (Chanson d'amour qui est remise à David Archuleta pour Crush). Le clip est nommé pour la Vidéo de l'année aux Academy of Country Music Awards mais le prix est remporté par Brad Paisley avec Waitin' on a Woman. Aux CMT Music Awards 2009, elle gagne le prix de la Vidéo de l'année et de la Vidéo féminine de l'année. Elle remporte également le prix de la Vidéo de l'année aux Country Music Association Awards en 2010 et celui de la Vidéo internationale préférée aux Myx Music Awards 2010 aux Philippines.

## Performances live et autres usages
Love Story est une base des concerts de Taylor Swift — en juillet 2023, elle l'a chanté plus de 500 fois. Pendant la promotion de Fearless en 2008 et 2009, elle interprète Love Story sur plusieurs plateaux de télévision. Lors des Country Music Association Awards 2008, elle remet en scène le clip de la chanson avec un décor de salle de bal et Justin Gaston. Taylor Swift et le groupe anglais Def Leppard interprètent Love Story, avec plusieurs autres chansons du répertoire de l'artiste, pour un épisode de CMT Crossroads enregistré en octobre 2008 ; la vidéo sort en DVD en 2009. Au Royaume-Uni, elle chante Love Story pendant l'émission Children in Need de la BBC, à qui elle fait un don de 13 000 livres.
Love Story fait partie de la liste des chansons de sa première tournée en tête d'affiche Fearless Tour (2009-2010). La chanson comprend des danseurs habillés d'habits de l'ère victorienne dansant sur le Canon de Pachelbel alors qu'un château est projeté en arrière-plan. Elle apparaît du dessous de la scène portant une robe du xviiie siècle. Pour le refrain final, elle se cache derrière ses danseurs pour se changer et émerge portant une robe de mariée blanche avec un serre-tête serti de diamants. La performance est enregistrée et apparaît sur le DVD Journey to Fearless en 2011. La chanson est le final de la tournée Speak Now World Tour (2011-2012). Taylor Swift porte une robe de bain blanche et chante en étant baladée autour de la scène sur un balcon volant pendant qu'il pleut des confettis et que des feux d'artifice explosent sur scène. Elle intègre également la chanson à la setlist du Red Tour (2013-2014), qu'elle interprète en portant une robe blanche. Pour le 1989 World Tour, Swift réarrange la chanson en version synthpop. Concernant ce réarrangement, Jane Song de Past note que Love Story « continue d'être une des cartes de visite de [Swift] ». Elle inclut également la chanson dans la setlist du Reputation Stadium Tour qu'elle chante lors d'un medley avec Style et You Belong with Me. Love Story fait également partie de la setlist du Eras Tour (2023-2024).
En janvier 2013, elle chante une version acoustique de la chanson aux Los 40 Music Awards en Espagne puis une version arena rock aux IHeartRadio Music Awards 2014. Le 23 avril 2019, elle chante une version au piano de Love Story au Lincoln Center for the Performing Arts pour le Time 100 Gala. Après avoir reçu le prix de l'Artiste de la décennie aux American Music Awards 2019, elle interprète un medley incluant Love Story, The Man, I Knew You Were Trouble, Blank Space et Shake It Off. Le 21 juillet 2022, lors de sa performance surprise avec le groupe Haim à Londres, elle chante un medley de Love Story et de Gasoline.
La chanson Love Story a plusieurs fois été parodiée et adaptée. Lors des CMT Music Awards 2009, Taylor Swift et le rappeur T-Pain enregistre une version parodique intitulée Thug Story, dans laquelle ils rappent et utilisent de l'auto-tune ; la parodie est diffusée en tant que performance lors la cérémonie d'ouverture. En août 2020, un remix house non-officiel du DJ américain Disco Lines devient virale sur TikTok.

## Personnel
Crédits adaptés des notes d'accompagnement de Fearless
- Taylor Swift – chant principal, auteure-compositrice, productrice, chœurs
- Nathan Chapman – producteur, chœurs
- Drew Bollman – assistant mixage
- Chad Carslon – ingénieur du son
- Richard Edgeler – assistant ingénieur du son, assistant mixage
- Justin Niebank – mixage
- Tim Van der Kull – guitare additionnelle
- Jeremy "Jim Bob" Wheatley – ingénieur du son additionnel
- Caitlin Evanson – chœurs

## Formats et liste des pistes
| - Promo CD Single / Téléchargement digital 1. Love Story (Album Version) – 3:57 - Pop Mix Téléchargement digital 1. Love Story (US Pop Mix) – 3:53 - CD Single États-Unis 1. Love Story (US Pop Mix) – 3:53 2. Love Story (Album Version) – 3:57 - CD Single Australie, Europe 1. Love Story (Album Version) – 3:57 2. Love Story (Digital Dog Radio Mix) – 3:11 - CD Single Royaume-Uni 1. Love Story (Version album) – 3:57 2. Beautiful Eyes – 2:56 3. Love Story (Digital Dog Radio Mix) – 3:11 | - CD Single Allemagne 1. Love Story (Album Version) – 3:57 2. Beautiful Eyes – 2:56 3. Love Story (Digital Dog Radio Mix) – 3:11 4. Love Story (Music Video) – 3:54 - The Remixes Maxi-CD Single 1. Love Story (Digital Dog Remix) – 5:59 2. Love Story (Digital Dog Radio Mix) – 3:11 3. Love Story (Digital Dog Dub) – 5:38 4. Love Story (J Stax Club Mix) – 5:29 5. Love Story (J Stax Radio Mix) – 3:42 6. Love Story (Album Version) – 3:57 |

## Classements et certifications
| Classement (2008-2009)                  | Meilleure position |
| --------------------------------------- | ------------------ |
| Allemagne (Media Control AG)            | 22                 |
| Australie (ARIA)                        | 1                  |
| Autriche (Ö3 Austria Top 40)            | 30                 |
| Belgique (Flandre Ultratip 100)         | 4                  |
| Belgique (Wallonie Ultratop 50 Singles) | 39                 |
| Canada (Hot 100)                        | 4                  |
| Danemark (Tracklisten)                  | 16                 |
| Espagne (PROMUSICAE)                    | 47                 |
| Europe (Hot 100)                        | 10                 |
| France (SNEP)                           | 14                 |
| Hongrie Classement single               | 6                  |
| Irlande (IRMA)                          | 3                  |
| Japon Hot 100                           | 3                  |
| Nouvelle-Zélande (RMNZ)                 | 3                  |
| Norvège (VG-lista)                      | 7                  |
| Pays-Bas (Single Top 100)               | 13                 |
| République tchèque                      | 4                  |
| Suède (Sverigetopplistan)               | 10                 |
| Suisse (Schweizer Hitparade)            | 50                 |
| Royaume-Uni (UK Singles Chart)          | 2                  |
| États-Unis (Billboard Hot 100)          | 4                  |
| États-Unis (Adult Contemporary)         | 1                  |
| États-Unis (Country Songs)              | 1                  |
| États-Unis (Latin Pop Songs)            | 35                 |
| États-Unis (Pop Songs)                  | 1                  |

| Classement (2008)                  | Position |
| ---------------------------------- | -------- |
| États-Unis Billboard Hot 100       | 81       |
| États-Unis Hot Country Songs       | 55       |
| Classement (2009)                  | Position |
| Australie Classement single        | 3        |
| Canada Hot 100                     | 8        |
| Japon Hot 100                      | 54       |
| Nouvelle-Zélande Classement single | 13       |
| Royaume-Uni Classement single      | 29       |
| États-Unis Billboard Hot 100       | 5        |

| Classement de la décennie (2000-2009) | Position |
| ------------------------------------- | -------- |
| Australie Classement single           | 10       |
| États-Unis Billboard Hot 100          | 73       |

| Pays                | Certification        |         |
| ------------------- | -------------------- | ------- |
| Australie ARIA      | 3 × Platine          |         |
| Canada Music Canada | 2 × Platine          |         |
| 6                   | Nouvelle-Zélande RIA | Platine |
| Royaume-Uni BPI     | Or                   |         |
| États-Unis RIA      | 5 × Platine          |         |

## Certifications
| Pays                                               | Certification | Ventes     |
| -------------------------------------------------- | ------------- | ---------- |
| Allemagne                                          | Platine       | 300 000‡   |
| Australie                                          | 10 × Platine  | 700 000‡   |
| Canada                                             | 2 × Platine   | 160 000‡   |
| Danemark                                           | Platine       | 90 000‡    |
| États-Unis                                         | 8 × Platine   | 8 000 000‡ |
| Italie                                             | Or            | 50 000‡    |
| Japon                                              | Or            | 100 000*   |
| Nouvelle-Zélande                                   | Platine       | 15 000*    |
| Royaume-Uni                                        | 3 × Platine   | 1 800 000‡ |
| ‡ ventes + streaming combiné † streaming seulement |               |            |

## Love Story (Taylor's Version)
Après avoir signé un nouveau contrat avec Republic Records, Taylor Swift commence le réenregistrement de ses six premiers album studios dont Fearless en novembre 2020. La décision fait suite à sa dispute avec Scooter Braun en 2019, qui venait d'acquérir Big Machine Records incluant la propriété des masters des albums de la chanteuse sortis sous ce label. En réenregistrant son ancien catalogue, elle récupère les pleins droits sur ses chansons, dévaluant ceux de Big Machine.
Elle réenregistre Love Story et la renomme Love Story (Taylor's Version). Un extrait de la chanson est utilisé dans une publicité de match.com en décembre 2020 et devient la première chanson réenregistrée à être dévoilée. Elle sort en téléchargement et streaming le 12 février 2021, quelques semaines avant la sortie de Fearless (Taylor's Version) en avril,. Une version electronic dance de la chanson remixée par la productrice suédoise Elvira sort le 26 mars et est incluse dans la version deluxe de l'album.

### Production
Love Story (Taylor's Version) est produite par Swift et le producteur basé à Nashville, Christopher Rowe. Elle est enregistrée par David Payne aux Blackbird Studios, avec un enregistrement additionnel de Rowe aux Prime Recording et Studios 13, tous situés à Nashville. Sam Holland enregistre la voix de Taylor Swift ux Conway Recording Studios de Lo Angeles ; Serban Ghenea mixe le réenregistrement aux MixStr Studios à Virginia Beach et Randy Merrill le masterise aux Sterling Sound de Edgewater. Swift invite certains musiciens ayant participé à l'enregistrement de la version originale en 2008 à la réenregistrer avec elle ; ces participants incluent Jonathan Yudkin au fiddle, Amos Heller à la basse et Caitlin Evanson pour les chœurs ; ils font partie du groupe de tournée de la chanteuse et ont performé la chanson de nombreuses fois.
Selon les critiques, la production de Love Story (Taylor's Version) fait honneur à la version de 2008,. Ils notent un changement dans le timbre vocal de la chanteuse, qui a un ton plus plein et une absence de ton country,. Shirley Li de The Atlantic trouve la voix de Swift « plus riche » avec un timbre sous contrôle et staccato précis. Swift raconte que le réenregistrement de Love Story lui a fait réaliser combien elle s'est améliorée en tant que chanteuse et comment sa « voix était si adolescente » dans ses anciens enregistrements.
Les instruments du réenregistrement, les instruments sont plus aiguisés et plus distincts, avec un son clair de banjo, de cymbales et de fiddle ; des batteries plus fermes ; une basse mieux définie ; des guitares électriques moins rudes ; et des harmonies plus modérées dans le mixage,,. Richard S. He, critique pour Billboard, se dit ainsi impressionné par le mixage de la chanson. Il écrit que l'original était « un mix bruyant, dynamiquement plat conçu pour éclater hors des haut-parleurs de radio FM », tandis que la version réenregistrée offre un impressionnant mixage riche et bien équilibré qui élève l'atmosphère rêveuse de la chanson. Il souligne que les instruments dans le refrain de l'original « semblaient se fondre en un seul géant mur de son », quand Love Story (Taylor's Version) bénéficie d'une ambiance avec des instruments individuels. De même, dans sa critique pour la BBC, Mark Savage écrit que, bien que les deux versions sont à peine différentes, il remarque la qualité plus nette de Love Story (Taylor's Version), qui permet aux auditeurs de remarquer des détails instrumentaux qui s'étaient perdus dans la version de 2008.

### Réception
Dans les critiques, Love Story (Taylor's Version) est loué pour être resté fidèle à la version originale et qu'elle améliore avec la production brillante et la voix mature de Swift,,. Quelques uns accueillent le réenregistrement comme une démonstration comment Swift veut se réapproprier sa musique,. Les critiques de Simon Vozick-Levinson de Rollign Stone et Mikael Wood de Los Angeles Times, voit le réenregistrement comme une mise à jour d'un « classique » à propos des sentiments adolescents,. Mark Savage de la BBC écrit que l'amélioration du chant de Taylor Swift conserve les sentiments adolescents, mais Shirley Li de The Atlantic et Hannah Mylrea de NME les considèrent comme plus impactant, qui introduit une forme de nostalgie et fait perdre le sérieux de la version de 2008,. Selon Robert Christgau, « la voix de Swift garde une grande part de fraicheur » mais il questionne la valeur du réenregistrement de chansons si anciennes, notant « [je] ne peux imaginer dépenser de l'argent pour des réenregistrements à moins que Robert Sheffield me convainc ». De même, Mikael Wood du Los Angeles Times, estime que la version réenregistrée est « virtuellement indistinguable » de sa contrepartie de 2008. Bien que décrivant cette similarité comme une certaine déception puisque Swift a atteint sa maturité artistique avec ses albums de 2020, Folklore et Evermore, il reconnait que les droits de Love Story pourrait, ce faisant, complètement appartenir à la chanteuse.
Aux États-Unis, Love Story (Taylor's Version) entre directement en tête du Hot Country Songs, offrant à la chanteuse sa huitième première place. Elle devient la deuxième artiste à atteindre la tête de ce classement avec la version originale et le réenregistrement après Dolly Parton avec I Will Always Love You. La chanson atteint également la première place du Billboard Hot 100, sa 129e chanson à entrer dans le classement.
En octobre 2021, Billboard rapporte que les radios américaines diffusent les Taylor's Version rarement par rapport aux versions originales ; la raison donnée est que les réenregistrements ne sont pas assez distincts, qu'il y a moins de demande pour les anciennes chansons de Taylor Swift que pour les nouvelles et qu'elles sont difficiles à catégoriser dans les formats radio. Aux CMT Music Awards 2022, le réenregistrement gagne la catégorie Trending Comeback Song of the Year ; CMT créé la catégorie pour honorer « des stars emblématiques et leurs succès qui ont non seulement résisté à l'épreuve du temps, mais qui ont récemment trouvé une nouvelle popularité ». 

### Performance commerciale
Aux États-Unis, Love Story (Taylor's Version) a vendu 10 000 téléchargements digitaux et recueilli 5,8 millions de streams à la demande le jour de sa sortie. Bien que n'ayant pas été activement promu à la radio, le version a été diffusée à 144 reprises sur 89 stations de radios pour un total de 777 000 impressions d'audience,.
Avec 25 000 ventes et 13,7 millions de streams, Love Story (Taylor's Version) a atterri au sommet du classement de l'US Hot Country Songs, donnant à Swift son huitième single numéro-un; cela a marqué son premier top de classement depuis We Are Never Ever Getting Back Together (2012). Elle est devenue la première artiste dominer le classement dans les années 2000, 2010 et 2020, et la seconde artiste de l'histoire à envoyer à la fois la version originale et réenregistrée d'une chanson au sommet, après Dolly Parton avec I Will Always Love You. Ailleurs, Love Story (Taylor's Version) a pris la tête des Digital Song Sales (22e numéro un), Country Digital Song Sales (15e numéro un), et du classement Country Streaming Songs. La chanson a débuté et culminé au numéro 11 sur le Billboard Hot 100, marquant sa 129e entrée dans le classement, le plus grand nombre d'entrées de l'histoire parmi les artistes féminines.

### Crédits et personnels

#### Version album[148]
- Taylor Swift – chant principal, auteur-compositrice, productrice
- Christopher Rowe – producteur, ingénieur vocal
- David Payne – ingénieur vocal
- John Hanes – ingénieur du son
- Randy Merrill – mastering
- Serban Ghenea – mixage
- Sam Holland – ingénieur vocal
- Sean Badum – assistant ingénieur vocal
- Mike Meadows – chœurs, guitare acoustique, banjo, mandoline
- Paul Sidoti – chœurs, guitare électrique
- Caitlin Evanson – chœurs
- Amos Heller – basse
- Matt Billingslea – batterie
- Max Bernstein – guitare électrique
- Jonathan Yudkin – violon

#### Remix d'Elvira[149]
- Taylor Swift - chanteuse-autrice-compositrice, chœurs
- Elvira Anderfjärd - production, remixage, chœurs, batterie, basse, claviers, programmation, enregistrement
- Christopher Rowe - production
- John Hanes - ingénieur son
- Randy Merrill - masterisation
- Sherban Ghenea - mixage
- Sam Holland - enregistrement

## Classements et certifications
| Classement (2021–2022)                 | Meilleure position |
| -------------------------------------- | ------------------ |
| Australie (ARIA)                       | 21                 |
| Euro Digital Song Sales (Billboard)    | 10                 |
| Global 200 (Billboard)                 | 7                  |
| Irlande (IRMA)                         | 7                  |
| Lettonie (EHR)                         | 2                  |
| Belgique (Flandre Ultratop 50 Singles) | 24                 |
| Canada (Canadian Hot 100)              | 7                  |
| Canada AC (Billboard)                  | 23                 |
| Lettonie (EHR)                         | 2                  |
| Malaisie (RIM)                         | 1                  |
| Pays-Bas (Single Top)                  | 6                  |
| Nouvelle-Zélande (RMNZ)                | 18                 |
| Portugal (AFP)                         | 68                 |
| Singapore (RIAS)                       | 3                  |
| Sweden (Sverigetopplistan)             | 62                 |
| Royaume-Uni (UK Singles Chart)         | 12                 |
| US Billboard Hot 100                   | 11                 |
| US Adult Contemporary (Billboard)      | 25                 |
| US Adult Top 40 (Billboard)            | 39                 |
| US Country Airplay (Billboard)         | 57                 |
| US Hot Country Songs (Billboard)       | 1                  |
| US Rolling Stone Top 100               | 4                  |

| Classement (2021)                | Position |
| -------------------------------- | -------- |
| US Hot Country Songs (Billboard) | 80       |

| Pays                                               | Certification | Ventes   |
| -------------------------------------------------- | ------------- | -------- |
| Royaume-Uni                                        | Argent        | 200 000‡ |
| ‡ ventes + streaming combiné † streaming seulement |               |          |